# CLAP (estudio de animación)
CLAP Co., Ltd. (株式会社CLAP Kabushiki-gaisha Kurappu?), es un estudio de animación japonés fundado en septiembre de 2016.

## Historia
Fue fundada en septiembre de 2016 por Ryōichirō Matsuo, quien trabajó como productor independiente en Kono Sekai no Katasumi ni, después de trabajar en Madhouse.
Su primer trabajo como animador principal es la película de anime basada en la unidad de idols virtuales LIPxLIP de HoneyWorks Kono Sekai no Tanoshimikata: Secret Story Film.

## Obras

### Películas
| Año  | Título                                         | Director         | Fecha de lanzamiento    | Duración | Notas                                                                           | Refs.         |
| ---- | ---------------------------------------------- | ---------------- | ----------------------- | -------- | ------------------------------------------------------------------------------- | ------------- |
| 2020 | Kono Sekai no Tanoshimikata: Secret Story Film | Fumie Muroi      | 25 de diciembre de 2020 | 90m      | Basada en la unidad de idols virtuales LIPxLIP de HoneyWorks.                   | [ 4 ]         |
| 2021 | Eiga Daisuki Pompo-san                         | Takayuki Hirao   | 4 de junio de 2021      | 94m      | Adaptación del manga escrito e ilustrado por Shogo Sugitani.                    | [ 5 ] [ 6 ]   |
| 2022 | Natsu e no Tonneru, Sayonara no Deguchi        | Tomohisa Taguchi | 9 de septiembre de 2022 | 82m      | Adaptación de la novela ligera escrita por Mei Hachimoku e ilustrada por Kukka. | [ 7 ] [ 8 ]   |
| 2025 | Hōsenka                                        | Baku Kinoshita   | 10 de octubre de 2025   | 90m      | Historia original.                                                              | [ 9 ]         |
| —    | Wasted Chef                                    | Takayuki Hirao   | —                       | —        | Historia original.                                                              | [ 10 ] [ 11 ] |

### Como colaborador
- Kami no Tō (producción principal: Telecom Animation Film; Asistencia de producción de animación (ep. 11), 2020)[12]
- Ryū to Sobakasu no Hime (producción principal: Studio Chizu; Asistente de producción, 2021)[13]
- My Hero Academia 6 (producción principal: Bones; Animación intermedia (eps. 126-127), 2022)[14]
- Overlord IV (producción principal: Madhouse; Fotografía (eps. 2-6), 2022)[15]
- Spy × Family Part 2 (producción principal: Wit Studio, CloverWorks; Animación intermedia (ED), asistente de producción (ED), 2022)[16]
- Blue Giant (producción principal: NUT; Segunda animación clave, fotografía, 2023)[17]
- Vinland Saga Season 2 (producción principal: MAPPA; Animación intermedia (eps. 15-16), 2023)[18]
- Pluto (producción principal: Studio M2; Arte de fondo (ep. 8), 2023)[19]